# Platygonia ignifer
Platygonia ignifer är en insektsart som beskrevs av Walker 1851. Platygonia ignifer ingår i släktet Platygonia och familjen dvärgstritar. Inga underarter finns listade i Catalogue of Life.